# Distretto di Mashan
Il distretto di Mashan (麻山区S, Máshān QūP) è un distretto della Cina, situato nella provincia di Heilongjiang e amministrato dalla prefettura di Jixi.